# Kinondoni (huyện)
Kinondoni là một huyện thuộc vùng Dar es Salaam, Tanzania. Thủ phủ của huyện Kinondoni đóng tại Dar es Salaam. Huyện Kinondoni có diện tích 527 ki lô mét vuông. Đến thời điểm điều tra dân số ngày 25 tháng 8 năm 2002, huyện Kinondoni có dân số 1.083.913 người.